# Jo Hye-jeong
Jo Hye-Jeong (em coreano:  조 혜정; Busan, 5 de março de 1953 – 30 de outubro de 2024) foi uma jogadora de voleibol da Coreia do Sul que competiu nos Jogos Olímpicos de 1972 e 1976.
Em 1972, ela participou de cinco jogos e a equipe sul-coreana finalizou na quarta colocação no campeonato olímpico. Quatro anos depois, ela fez parte do conjunto sul-coreano que conquistou a medalha de bronze no torneio olímpico de 1976, no qual atuou em cinco partidas.